# Polski Songbook vol. 1 - Dlaczego dziś nie pisze nikt takich piosenek?
Polski Songbook vol. 1 - Dlaczego dziś nie pisze nikt takich piosenek? – album polskiego piosenkarza Krzysztofa Krawczyka. Wydawnictwo ukazało się 18 września 2012 roku nakładem wytwórni muzycznej EMI Music Poland. Płyta została nagrana pomiędzy listopadem 2010 a marcem 2012 roku w K&K Studio w Poznaniu we współpracy z producentami Andrzejem Kosmalą i Ryszardem Kniatem.
Nagrania dotarły do 33. miejsca zestawienia OLiS.

## Lista utworów
Opracowano na podstawie materiału źródłowego.
1. "Zawsze tam gdzie ty" (Jan Borysewicz, Andrzej Mogielnicki)
2. "Pamiętasz była jesień" (Lucjan Kaszycki, Andrzej Czekalski, Ryszard Pluciński)
3. "Nigdy więcej" (Włodzimierz Piętowski, Andrzej Tylczyński)
4. "Miłość swe humory ma" (Jerzy Matuszkiewicz, Agnieszka Osiecka)
5. "Do widzenia Teddy" (Władysław Szpilman, Bogusław Choiński, Jan Gałkowski)
6. "A mnie jest szkoda lata" (Adam Lewandowski, Emanuel Schlechter)
7. "Nad Prosną" (Jerzy Wasowski, Jeremi Przybora)
8. "Zielono mi" (Jan Ptaszyn Wróblewski, Agnieszka Osiecka)
9. "Wspomnienie" (Marek Sart, Julian Tuwim)
10. "Jej portret" (Włodzimierz Nahorny,Jonasz Kofta)
11. "Nie wierz nigdy kobiecie" (Jan Borysewicz, Andrzej Mogielnicki)
12. "Będziesz moją panią" (Marek Grechuta)
13. "Napiszę do ciebie z dalekiej podróży" (Andrzej Korzyński, Janusz Kondratowicz)
14. "Nie płacz Ewka" (Zbigniew Hołdys, Bogdan Olewicz)
15. "Dlaczego dziś nie pisze nikt takich piosenek" (Wiesław Wolnik, Andrzej Kosmala)